# Ding Dong!
Ding Dong! – debiutancki album studyjny fińskiej piosenkarki Kristy Siegfrids, wydany 10 maja 2013 przez wytwórnię Universal Music Finland.
Album składa się z dziesięciu kompozycji, z czego prawie wszystkie napisała i skomponowała Krista Siegfrids. Płytę promowały single „Marry Me”, który reprezentował Finlandię w Konkursie Piosenki Eurowizji 2013, „Amen!” oraz „Can You See Me?”.
Wydawnictwo znalazło się na 19. miejscu na oficjalnej fińskiej liście sprzedaży. Album został wyprodukowany przez Erika Nyholma.

## Lista utworów
| Nr  | Tytuł             | Autorzy                                                               | Producenci                      | Czas  |
| --- | ----------------- | --------------------------------------------------------------------- | ------------------------------- | ----- |
| 1.  | „More Is More”    | Krista Siegfrids, Kristoffer Karlsson, Jessica Lundström, Erik Nyholm | Erik Nyholm                     | 3:04  |
| 2.  | „Marry Me”        | Krista Siegfrids, Erik Nyholm, Kristoffer Karlsson, Jessica Lundström | Erik Nyholm                     | 3:09  |
| 3.  | „Money”           | Krista Siegfrids, Kristoffer Karlsson, Jessica Lundström, Erik Nyholm | Erik Nyholm                     | 3:03  |
| 4.  | „Amen!”           | Krista Siegfrids, Kristoffer Karlsson, Jessica Lundström, Erik Nyholm | Erik Nyholm                     | 2:57  |
| 5.  | „Can You See Me?” | Krista Siegfrids, Erik Nyholm                                         | Erik Nyholm                     | 3:53  |
| 6.  | „Seventeen”       | Krista Siegfrids, Kristoffer Karlsson, Jessica Lundström, Erik Nyholm | Erik Nyholm                     | 3:03  |
| 7.  | „Your Boyfriend”  | Kristoffer Karlsson, Jessica Lundström, Erik Nyholm                   | Erik Nyholm                     | 2:56  |
| 8.  | „Under My Skin”   | Niklas Hast, Kristofer Karlsson, Erik Nyholm                          | Erik Nyholm                     | 3:14  |
| 9.  | „Lipstick It”     | Krista Siegfrids, Eric Palmqwist, Erik Nyholm                         | Erik Nyholm                     | 3:11  |
| 10. | „Stupid Love”     | Krista Siegfrids, Marcus Granfors, Erik Wigelius, Tobias Granbacka    | Erik Wigelius, Tobias Granbacka | 3:43  |
|     |                   |                                                                       | Całkowita długość:              | 32:13 |

## Pozycja na liście sprzedaży
| Kraj      | Lista sprzedaży (2013)  | Najwyższa pozycja |
| --------- | ----------------------- | ----------------- |
| Finlandia | Suomen virallinen lista | 19                |